# 上团乡
上团乡，是中华人民共和国四川省甘孜藏族自治州九龙县下辖的一个乡镇级行政单位。

## 行政区划
上团乡下辖以下地区：
放马坪村和运脚村。

## 概述
民国属一区八窝龙保，1956年，属八窝龙乡上团结分乡，1974年改公社，1984年析置上团乡。上团乡位于九龙县西北。东连汤古乡，南邻八窝龙乡，北接康定县，西临雅砻江与木里县西河等地分界。乡政府驻地放马坪，海拔3260米，距县城约85千米。全乡辖放马坪、运脚2个行政村，6个村民小组。面积358平方千米。2000年末有144户人口，785人，为藏族聚居区。农业人口占全乡人口总数的95.54%。
全乡有旱耕地面积115公顷，其中水浇地12公顷。粮食生产一年两熟，小春主产小麦、豌豆、青稞，大春主产玉米、土豆，其他农作物有蔬菜。2000年粮食作物播种面积101公顷，总产粮419.63吨，土特产有虫草、麝香、贝母、知母、大黄、羌活、黄芪等中药材，盛产松茸。